# Katalin Szalontay
Katalin Pézsá Szalontay (ur. 19 listopada 1940 w Budapeszcie) – węgierska florecistka, srebrna medalistka mistrzostw świata.
Podczas mistrzostw świata w Gdańsku w 1963 roku Węgierki w składzie: Magdolna Nyári-Kovács, Katalin Juhász-Nagy, Ildikó Rejtő, Lídia Dömölky-Sákovics i Katalin Szalontay zdobyły srebrny medal we florecie drużynowym. Był to jedyny medal Szalontay wywalczony w zawodach tego cyklu.
Nigdy nie wzięła udziału w igrzyskach olimpijskich.